# Birgitta Sarelin
Birgitta Sarelin, född 11 april 1952 i Jakobstad, är en finländsk teolog. Hon är akademilektor i praktisk teologi vid Åbo Akademi i Finland, docent i praktisk teologi, företrädesvis hymnologi.
Sarelin tog studenten vid Nykarleby samlyceum 1971 och blev teol. kand vid Åbo akademi 1975 och blev därefter teol. lic och teol. dr. där. Hon erhöll lektorsrättigheter 1976 och tog kantorsexamen i Helsingfors 1983 och har därefter varit kyrkomusiker i Pargas och Nagu. Sarelin har publicerat arbeten om svenska och finska psalmer i skrift och på internet. Hon var sekreterare i Finlands kyrkomötes psalmboksutskott 1984-1986.